# ناثان روبنسون
ناثان روبنسون (بالإنجليزية: Nathan Robinson)‏ (و. 1981  م) هو لاعب هوكي الجليد، كندي، مركز لعبه هو جناح.

## روابط خارجية
- ناثان روبنسون على موقع دوري الهوكي الوطني (الإنجليزية)
- ناثان روبنسون على موقع EliteProspects.com (الإنجليزية)
- ناثان روبنسون على موقع Eurohockey.com (الإنجليزية)
- ناثان روبنسون على موقع HockeyDB.com (الإنجليزية)
- ناثان روبنسون على موقع Hockey-Reference.com (الإنجليزية)